# Kleingebiet Zalaegerszeg
Das Kleingebiet Zalaegerszeg (ungarisch Zalaegerszegi kistérség) war bis Ende 2012 eine ungarische Verwaltungseinheit (LAU 1) innerhalb des Komitats Zala in Westtransdanubien. Im Zuge der Verwaltungsreform von 2013 gingen alle 65 Ortschaften in den nachfolgenden
Kreis Zalaegerszeg (ungarisch Zalaegerszegi járás) über, der noch um 19 Ortschaften aus den Kleingebieten Lenti, Pacsa und Zalaszentgrót erweitert wurde.
Ende 2012 lebten auf einer Fläche von 788,65 km² 93.201 Einwohner. Fläche, Einwohnerzahl und Bevölkerungsdichte (118 Einwohner/km²) waren die höchsten im Komitat.
Der Verwaltungssitz befand sich in der Komitatshauptstadt Zalaegerszeg (59.618). Die Stadt besitzt zugleich auch Komitatsrechte (ungarisch megyei jogú város). Zweitbevölkerungsstärkste Ortschaft war die Stadt Zalalövő mit 3.058 Einwohnern.

## Ortschaften
| Alibánfa          | Alsónemesapáti  | Babosdöbréte     | Bagod           | Bak              |
| Baktüttös         | Becsvölgye      | Bocfölde         | Boncodfölde     | Böde             |
| Csatár            | Csonkahegyhát   | Csöde            | Dobronhegy      | Egervár          |
| Gellénháza        | Gombosszeg      | Gősfa            | Gyűrűs          | Hagyárosbörönd   |
| Hottó             | Iborfia         | Kávás            | Kemendollár     | Keménfa          |
| Kisbucsa          | Kiskutas        | Kispáli          | Kustánszeg      | Lakhegy          |
| Lickóvadamos      | Milejszeg       | Nagykutas        | Nagylengyel     | Nagypáli         |
| Nemesapáti        | Nemeshetés      | Németfalu        | Ormándlak       | Ozmánbük         |
| Pálfiszeg         | Pethőhenye      | Petrikeresztúr   | Pókaszepetk     | Pusztaederics    |
| Pusztaszentlászló | Salomvár        | Sárhida          | Söjtör          | Szentkozmadombja |
| Teskánd           | Tófej           | Vasboldogasszony | Vaspör          | Vöckönd          |
| Zalaboldogfa      | Zalacséb        | Zalaegerszeg     | Zalaháshágy     | Zalaistvánd      |
| Zalalövő          | Zalaszentgyörgy | Zalaszentiván    | Zalaszentlőrinc | Zalatárnok       |